# Sigöldulón
Sigöldulón (někdy též Krókslón) je umělé jezero na Islandu. Jedná se o dvacáté největší jezero na Islandu. Budované bylo od roku 1973–1977 stejně jako vodní elektrárna Sigalda, pro niž bylo jezero vytvořeno. Voda z jezera je používána také pro chod vodní elektrárny Vatnsfell.